# Hyalurga horologica
Hyalurga horologica är en fjärilsart som beskrevs av Johann August Ephraim Goeze 1799. Hyalurga horologica ingår i släktet Hyalurga och familjen björnspinnare. Inga underarter finns listade i Catalogue of Life.